# Tautomerismo ceto-enol

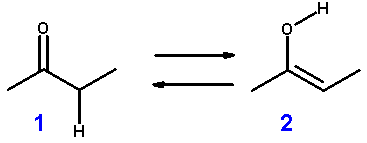
Tautomerismo ceto-enol. 1 é a forma ceto; 2 é a enol.

Em química orgânica, tautomerismo ceto-enol refere-se a um equilíbrio químico entre uma forma ceto (uma cetona ou um aldeído) e um enol. As formas enol e ceto são ditas tautômeros uma da outra. A interconversão das duas formas envolvem o movimento de um próton e o deslocamento de elétrons de ligação; por isso, o isomerismo qualifica-se como tautomerismo.